# Wittekind-Gymnasium Lübbecke
Das Wittekind-Gymnasium ist das städtische Gymnasium der ostwestfälischen Stadt Lübbecke in Nordrhein-Westfalen.

## Lage
Das Gymnasium liegt direkt am Nordhang des Wiehengebirges und ist etwa 200 Meter von der Bundesstraße 239 entfernt. Etwa 200 Meter weiter oben, im Wald, besitzt es einen Sportplatz, der im Sommer von den Schülern im Sportunterricht und für sportliche Veranstaltungen wie die Bundesjugendspiele benutzt wird.

## Einzugsgebiet
Die Schüler kommen aus dem kompletten Lübbecker Stadtgebiet (Alswede, Blasheim, Eilhausen, Gehlenbeck, Lübbecke (Kernstadt), Nettelstedt, Obermehnen und Stockhausen). Des Weiteren gehören die angrenzende Gemeinde Hüllhorst und die Stadt Preußisch Oldendorf zum Einzugsgebiet.

## Internationalität
Das Gymnasium ist Mitglied im Europrojekt „Unterricht ohne Grenzen“. Zudem finden jedes Jahr zahlreiche Schüleraustausche, zum Beispiel nach Imola, Nowosibirsk oder New York statt. Des Weiteren gibt es verschiedene AG-Angebote, die sich mit internationalen Austauschen und Kommunikation beschäftigen.
In der durch die Flüchtlingskrise entstandenen „Internationale Klasse“ unterrichten Lehrer zusammen mit ehemaligen Lehrern.  Frühe Aktivitäten.
Am 25. November 2019 wurde das Gymnasium zusammen mit elf weiteren Schulen aus Nordrhein-Westfalen zur Europaschule ernannt.

## Geschichte

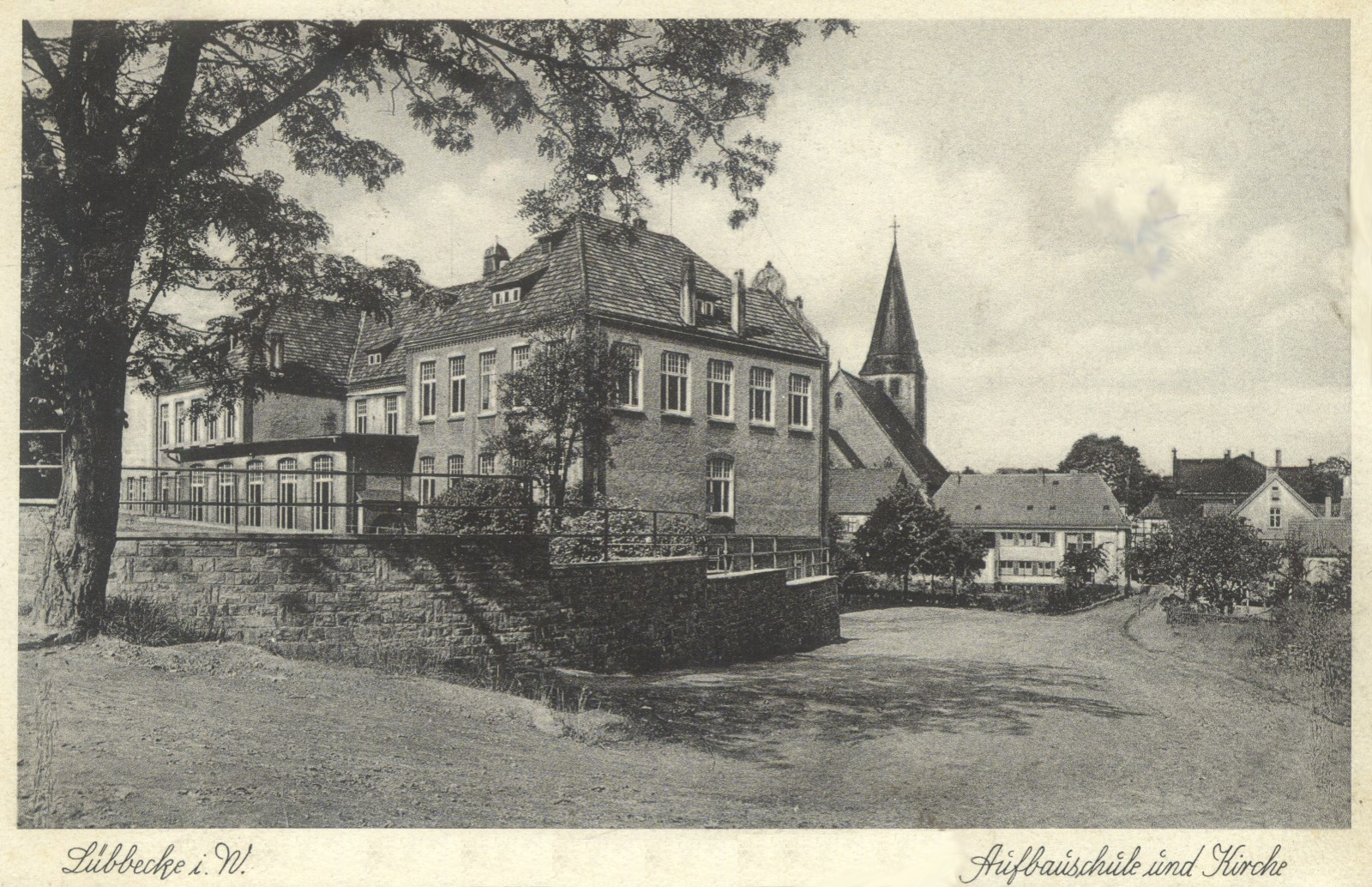
Aufbauschule um 1937

### 1926–1945
Die Geschichte des Wittekind-Gymnasiums nahm im Jahr 1926 ihren Anfang, in dem nur eine einzige Eingangsklasse mit 27 Schülern stand. Der Klassenlehrer war Schmidt, ein ehemaliger Rektor der Realschule. Zu Beginn war der Standort der „Wittekindschule“ nicht am Fuße des Reinebergs, sondern in der Stadt Lübbecke am Geistwall. Unter dem ersten Schulleiter Otto Piene (1928–1944) wurde das alte Gebäude Anfang der dreißiger Jahre grundlegend saniert, um der wachsenden Schülerzahl gerecht zu werden. Der Unterricht selbst musste auf Grund des Zweiten Weltkriegs nur einmal von März bis Dezember '45 ausgesetzt werden. Zu den Anfängen der Aufbauschule berichtet die beim Bau eines zusätzlichen Schulgebäudes an der Bohlenstraße im Jahre 1929 hinterlegte Urkunde Einzelheiten:

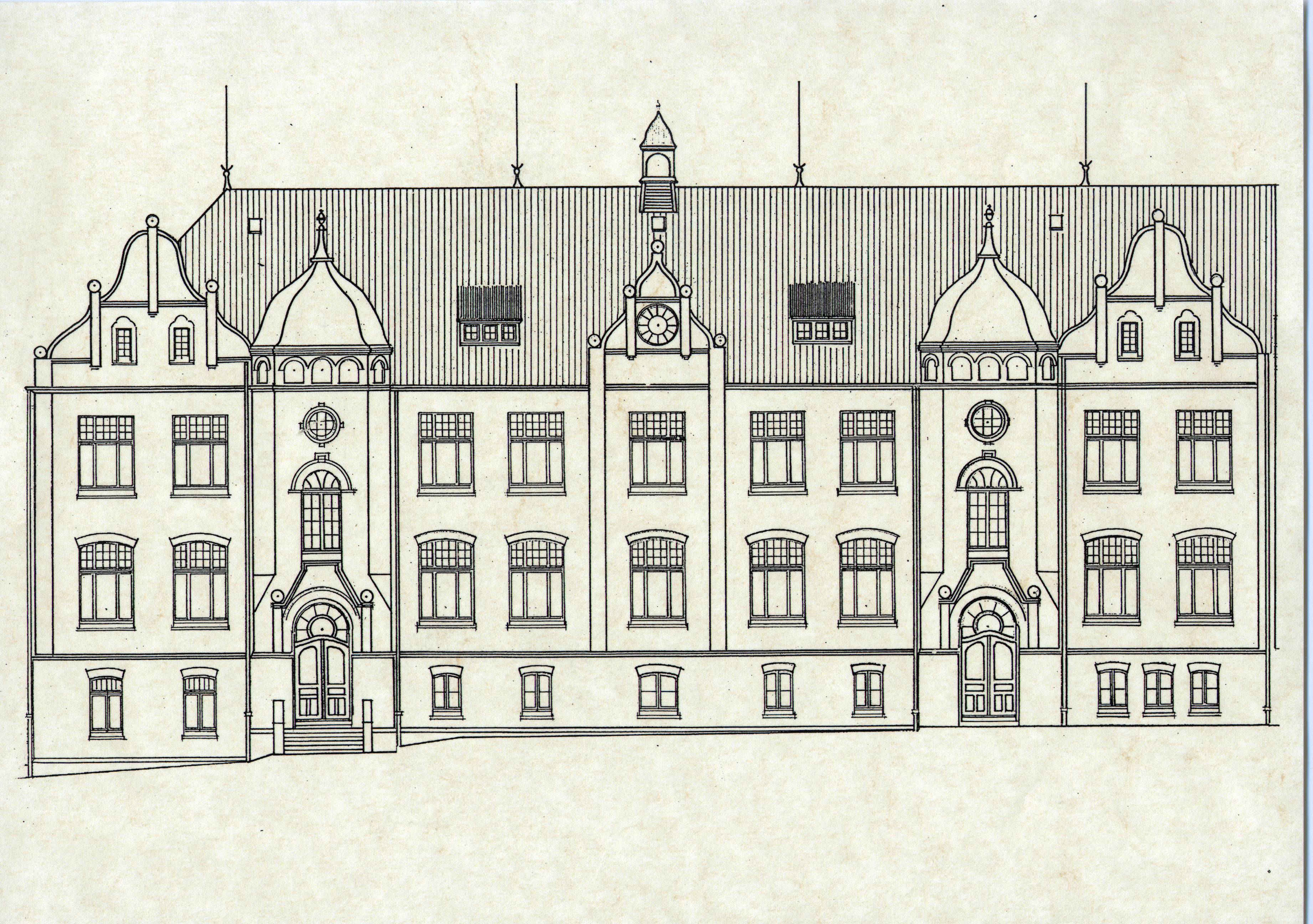
Westansicht des Altbaus nach einer Bauzeichnung

„Die Schulräume der evangelischen Volksschule am Markt in Lübbecke i./Westf. reichten seit längerer Zeit nicht mehr aus. Ein Teil der Klassen musste in dem an den Staat abgetretenen Gebäude der Aufbauschule untergebracht werden. Das Provinzial-Schulkollegium hat die Erlaubnis zur Weiterbenutzung der Räume aber zurückgezogen, weil diese für die Zwecke der Aufbauschule notwendig geworden sind.“ Das Schriftstück befindet sich seit 2005 im Stadtarchiv Lübbecke.

### 1946–1967
Der Nachfolger Pienes, Georg Proffen, war nur für wenige Monate im Amt, da die britische Militärregierung mit ihm als Direktor nicht einverstanden war. Seinen Posten übernahm Anfang 1946 Gustav Winzer. Unter seinem Nachfolger Walter Gaupp (1955–1965) wurde ein neues Schulgebäude errichtet, das heute von der Diakonie benutzt wird. Dieser Neubau war auf Grund der rapide ansteigenden Schülerzahl, nach dem Zweiten Weltkrieg, dringend erforderlich. Erst im Jahr 1963 wurde am Ziegeleiweg das Gebäude errichtet, welches heute als ehemaliger „Altbau“ bekannt ist. Zusätzlich zum neuen Standort wurde der Schule eine neue Turnhalle und noch der Waldsportplatz zur Verfügung gestellt, um einen vielseitigen Sportunterricht zu gewährleisten.
Über mehrere Jahre pendelten die Schüler von den Gebäuden im Innenstadtbereich und dem Ziegeleiweg. Lange erinnerte daran eine Unterführung unter der Bundesstraße B239 und ein Fußweg bis dorthin, die extra dafür angelegt wurden. Die Unterführung wurde Ender der 2010er Jahre wieder verfüllt, da diese nach Aufgabe der Gebäude in der Innenstadt, kaum mehr genutzt wurde. Der Fußweg vom Gymnasium zur B239 ist aber noch vorhanden.

#### Experiment
„1955 kam durch die Berufung von Walter Gaupp als Leiter des Lübbecker Gymnasiums das Experiment nach Lübbecke in Westfalen.“ Das berichtet anlässlich des 75-jährigen Jubiläums von Experiment-Aktivitäten in Deutschland die Broschüre (über Weblink) des Experiment e. V. Darin wird das Wirken von Walter Gaupp ausführlich gewürdigt. Gaupp war seit 1953 Geschäftsführer, von 1967 bis 1970 Erster Vorsitzender, schließlich Ehrenmitglied ab 1971; im selben Jahr wurde er auch mit dem Bundesverdienstkreuz ausgezeichnet.
Gaupp war in das Experiment in International Living, Weblink, schon seit dem Jahre 1936 eingebunden, nachdem er den Gründer Donald B. Watt getroffen hatte.
Oberstudiendirektor Gaupp hatte seit 1932 als Assessor, schließlich als Studienrat, am Aldegrever-Gymnasium Soest gelehrt und sich dort den Ehrentitel Intendant des Aldegrever-Gymnasiums Soest erworben. „Diesen Ehrentitel führte Studienrat Gaupp, der lange Jahre seine Laienspielschar zu immer neuen Erfolgen führte.“

#### SMV

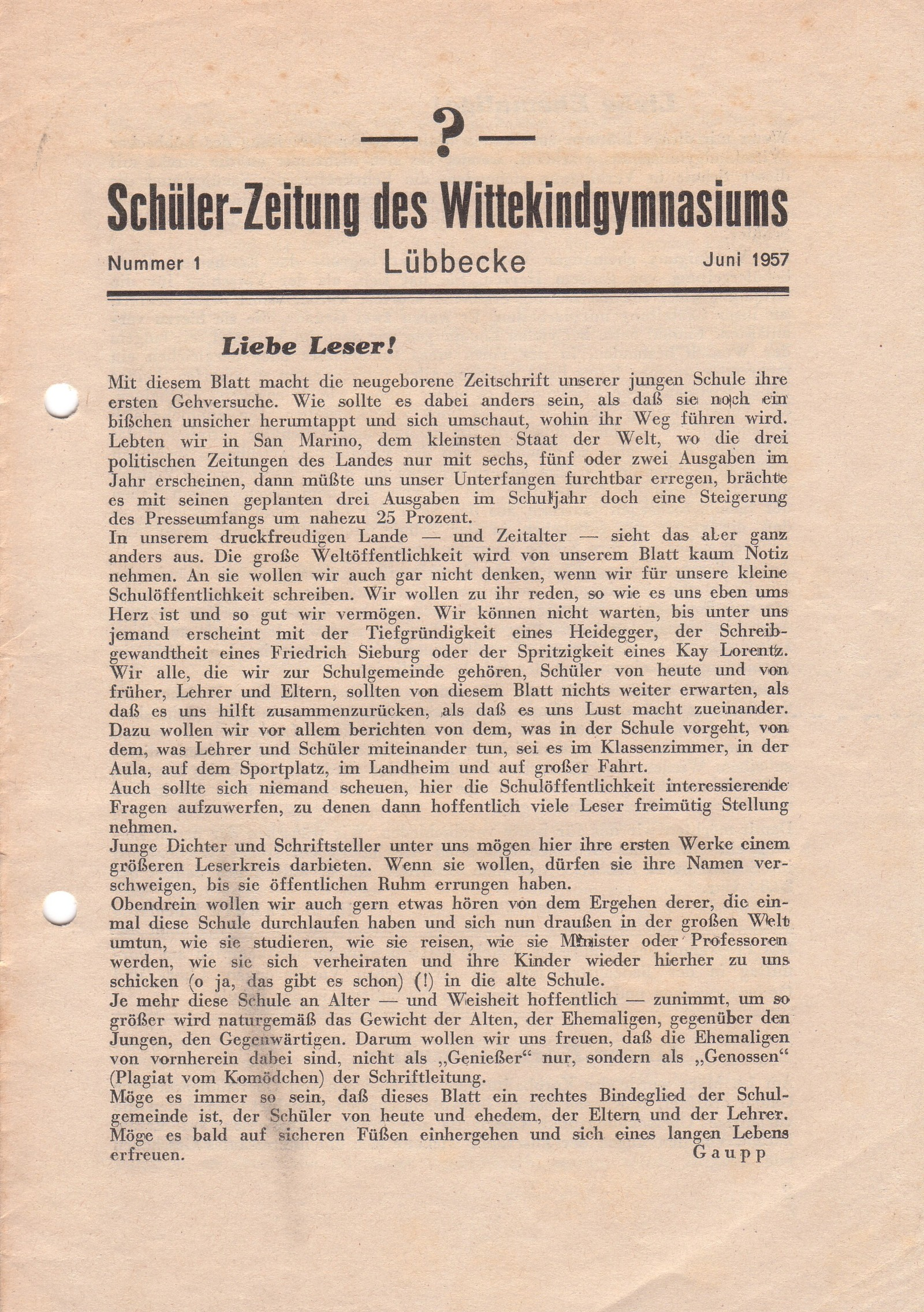
das fragezeichen
Jg. 1 (1957) Nr. 1. Geleitwort

Die Einrichtung der Schülermitverantwortung (SMV) an den höheren Schulen wurde mit Erlass des Kultusministeriums vom Januar 1948 bereits empfohlen, ihre Förderung im Jahre 1956 zur Pflicht gemacht. Das amerikanische Schulleben der Co-Curricular Activities (CCA) galt als – nicht schematisch zu übernehmendes – Vorbild.
Mit Walter Gaupp erhielt die Schule einen Direktor, der mitbedingt durch seine USA-Erfahrung die SMV als organisatorischen Rahmen schätzen und als demokratische Einrichtung fördern werde. Dabei konnte er sich auch auf einige jüngere Lehrer stützen.
Die Verfassungsorgane Schülerversammlung, Schülerrat mit vorbereitenden Ausschüssen, Schulsprecher, Verbindungslehrer der SMV dienten der demokratischen Bildung und sind Voraussetzung für eine kritische Mitwirkung ohne Gefahr der persönlichen Benachteiligung, aber rechtfertigten sich doch auch als Klammer zur Bildung von neuen Liebhabergruppen etwa zu Biologie und zum Betrieb eines Fotolabors oder einer Journalistischen Gruppe für die Schülerzeitung. Ein Versuch mit einem Schülergericht wurde ebenfalls gestartet und übrigens von der Bezirks-SMV kritisch betrachtet. Musische Arbeitsgruppen u. a. zur Gestaltung von Schulfesten und Sportliche Interessengruppen bestanden, geleitet von den Lehrern, auch vorher schon, jetzt konnte die Schülerschaft deutlicher als Veranstalter auftreten.

#### „Das Fragezeichen“
Die erste Nummer mit dem Titel ——— ? ——— der Schülerzeitung des Wittekindgymnasiums erschien im Juni 1957 mit Geleitworten des Direktors und des Vorsitzenden der Vereinigung ehemaliger Wittekindschüler. Ein Preisausschreiben unter der Schülerschaft erbrachte keinen zugkräftigen und eigenständigen Namen, und so wurde der Titel schließlich nur ausformuliert zu das fragezeichen. Ohnehin sollte ja insbesondere Fragwürdiges aufgeworfen werden. Herausgeber damals: S.M.V. des Wittekindgymnasiums, Lübbecke.
Im Jahre 1962 jedenfalls bestand die Schülerzeitung noch im sechsten Jahrgang mit einer Auflage von 1000 als
»das fragezeichen schülereigene Zeitschrift des Wittekindgymnasiums Lübbecke«. Nummer 17 vom September 1962 bezeugt, dass die 1957 geplanten drei Ausgaben je Schuljahr erreicht wurden.

#### Aufbaugymnasium im Abbau
In die Amtszeit Gaupp fällt mit dem Abgang der Abiturientia 1959 das Ende der Ursprungsvariante Aufbaugymnasium des Wittekind-Gymnasiums Lübbecke. Als Aufbauschule war die Höhere Lehranstalt im Jahre 1926 der Stadt Lübbecke genehmigt worden.
1951 wurde unter Gustav Winzer das grundständige Neusprachliche Gymnasium mit Aufnahme der ersten Sexta begründet. Baubeginn des über die Seufzerbrücke zugänglichen vierklassigen Anbaus für die zusätzlichen Jahrgänge Sexta bis Quarta war 1953; in diesem Jahre wurde letztmals eine Untertertia zum Aufbauzweig in die Wittekindschule Staatliche Oberschule für Jungen in Aufbauform und Neusprachliches Gymnasium i. E. aufgenommen. Dieser Schuljahrgang verließ im genannten Jahre 1959 als letzte Oberprima der Aufbauschule die Anstalt. Das Zeugnis der Reife ist ausgestellt unter der Bezeichnung Wittekind-Gymnasium Neusprachliches Gymnasium i. E. und Aufbau-Gymnasium i. A. Lübbecke i. Westf. und benennt deutlich den Abbau.
Der Anbau besteht noch, während das Hauptgebäude am Geistwall abgerissen ist. 1904 im Jugendstil errichtet, hatte es als Höhere Stadtschule, jetzt Jahn-Realschule, gedient – für Jungen und Mädchen in getrennten Gebäudeflügeln mit je eigenem Eingang. Nach 1926 wurde es deutlich schlichter saniert und erweitert um naturwissenschaftliche Räume und Aula.

### 1968–1992
Nach drei Jahren mit Joachim Vogt übernahm 1968 Friedhelm Kindler den Posten des Direktors, den er bis 1992 ausfüllte. Unter seiner Regie vollzog sich die bis dahin größte Umstrukturierung des Wittekind-Gymnasiums. Wie auch schon seine Vorgänger, musste sich Kindler mit wachsenden Schülerzahlen und dem daraus resultierenden Platzmangel konfrontiert sehen. Die Konsequenz daraus war die Aufgabe des Standorts Geistwall und ein kompletter Umzug an den Ziegeleiweg. Dafür wurden die dortigen Gebäude umfangreich erweitert: unter anderem durch den „Neubau“, eine neue Turnhalle und einem Lehrschwimmbecken. Diese Bauphase war 1976 zum 50-jährigen Jubiläum abgeschlossen. Die Schülerzahlen stiegen allerdings weiterhin an. So besuchten z. B. Anfang der 1970er Jahre ca. 700 Schüler das Gymnasium. Anfang der 1980er Jahre waren es schon ca. 1200, sodass akuter Raummangel herrschte.

### 1993–2001
Zwar stabilisierte sich die Schülerzahl danach, Mitte der 1990er Jahre allerdings stieg sie wieder an. Das hatte zur Folge, dass unter Direktor Friedhelm Sauerländer (seit 1993) ein Umbau des Gymnasiums am Ende der 1990er Jahre geplant wurde. Baubeginn war das Jahr 1999. Im Zuge dieses Umbaus wurde der „Altbau“ komplett saniert, erneuert und mit einem neuen Vorbau (Lichthof und Bibliothek) versehen. Die Musikräume zogen in die ehemalige Kleine Sporthalle, die zu einem Musikzentrum umgebaut worden war. Neben dem Schulgelände wurde eine neue, moderne Sporthalle errichtet und der alten großen Sporthalle schloss sich ein moderner Tartanplatz an. Die Umbauarbeiten waren pünktlich zum 75-jährigen Jubiläum im Jahr 2001 abgeschlossen.

### Seit 2002
Das Lehrschwimmbecken wurde 2014, obschon es technisch und "hygienisch" im einwandfreien Zustand war, aufgegeben. Ausschlaggebend waren Kostengründe und die Einschätzung, dass die "meisten Schüler bereits schwimmen, wenn sie ans Gymnasium wechselten". Der Schwimmunterricht findet nun im rund zwei Kilometer entfernten städtischen Hallenbad statt, allerdings nur im Winterhalbjahr.

## Wahrzeichen
Ein inoffizielles Wahrzeichen ist eine kleine Skulptur eines Elefanten, die auf dem großen Schulhof steht. Bei der aus Beton angefertigten, kompakten Skulptur handelt es sich um einen so genannten Abiturstreich des Abschlussjahrgangs 1978. Der Elefant sollte scherzhaft den ehemaligen Schuldirektor Kindler, Spitzname "Jumbo" symbolisieren. Der Elefant in der Größe eines Ponys ist allgemein bekannter und markanter Treffpunkt auf dem Schulhof ("wir treffen uns in der zweiten großen Pause beim Elefanten") und kann auch bestiegen werden. Durch den jahrzehntelangen Gebrauch ist die Figur mittlerweile stark abgenutzt. Zum Leidwesen der Erbauer wurde er in den 2010er Jahren von der Stadt entfernt. 

## Trivia
Die Adresse "Ziegeleiweg" erinnert daran, dass sich auf dem Gelände des heutigen Gymnasiums in früheren Zeiten eine Ziegelei samt Tongrube befand.

## Bekannte Schüler
- Christoph Barre, Geschäftsführer der Privatbrauerei Ernst Barre
- Martin Heidenreich (* 1956), Sozialwissenschaftler und Hochschullehrer
- Wilhelm Heitmeyer (* 1945), Hochschullehrer an der Fakultät für Pädagogik, Universität Bielefeld
- Antje Vollmer (1943–2023), Politikerin (Bündnis 90/Die Grünen), spätere Bundestags-Vizepräsidentin
- Martin Lücker (* 1953), Organist und Professor für Künstlerisches Orgelspiel und Methodik/Didaktik des Orgelunterrichtes an der Musikhochschule in Frankfurt am Main
- Christoph Kottmeier (* 1952), deutscher Meteorologe, Polar- und Klimaforscher sowie Hochschullehrer am Karlsruher Institut für Technologie.
- Melanie Hümmelgen (* 1970), Internistin und Kardiologin, Fachärztin für Innere Medizin und Publizistin und Buchautorin
- Frauke Liebs, (1985–2006), Mordopfer Paderborn 2006